# Schwei-West
Schwei-West (offiziell Schwei II) ist eine westlich von Schwei liegende Bauerschaft in der Gemeinde Stadland. Die ehemalige Bauerschaft Schweieraltendeich und der Wohnplatz Schweierzoll gehört ebenfalls zu Schwei II.

## Geschichte
In Schwei-West bestand eine Schule von 1915 bis 1952. Der Schreibmaschinenhersteller Olympia war auf einem Gelände in Schwei-West angesiedelt.